# Mulåsna

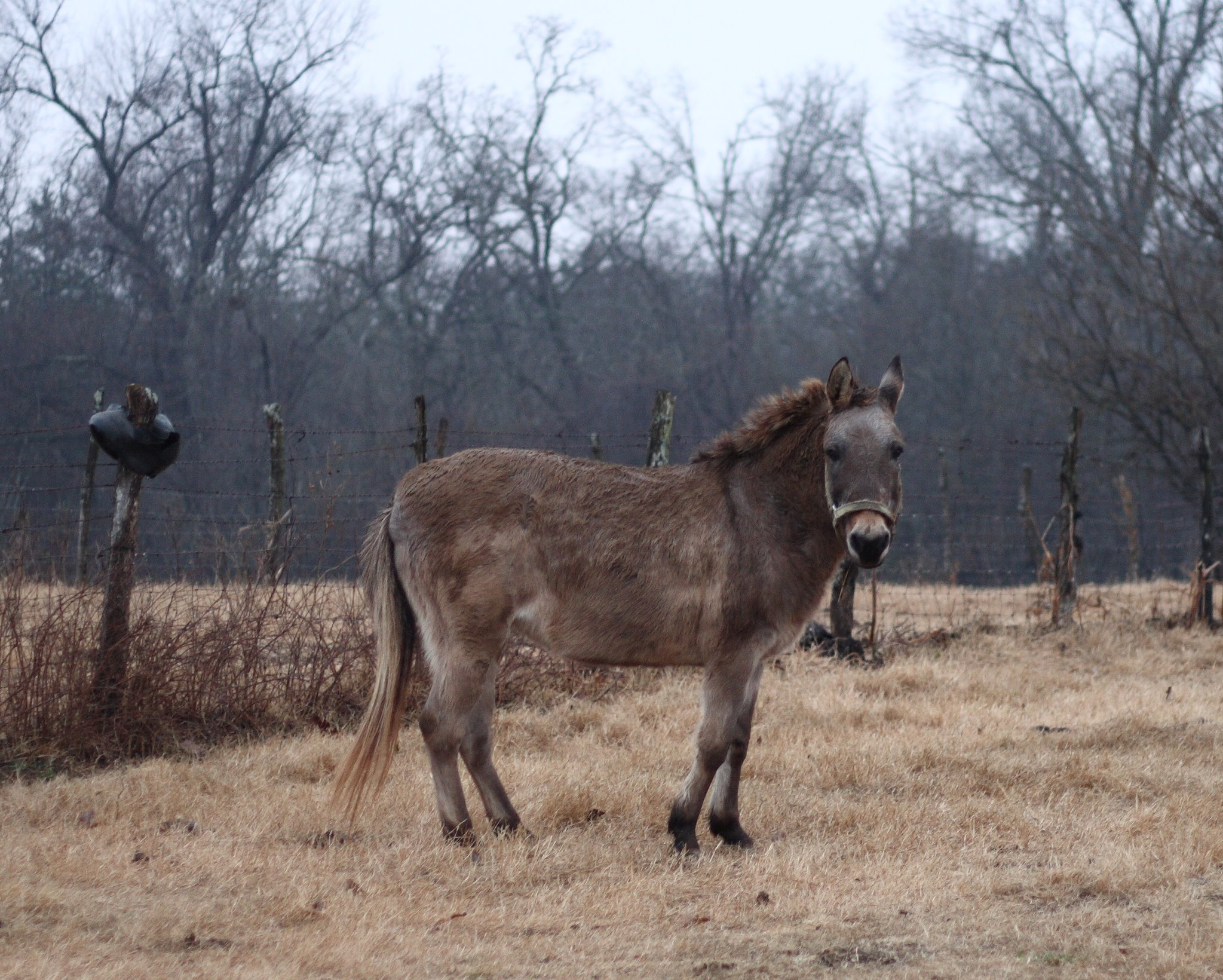
Mulåsna

Mulåsna ett hästdjur som är en korsning mellan ett åsnesto och en hästhingst, till skillnad från en mula som är en korsning mellan ett häststo och en åsnehingst. Mulor och mulåsnor är infertila eftersom de korsats mellan två arter. En mulåsnas storlek beror på hur stora föräldrarna är precis som alla andra hästdjur. Mulåsnor och mulor är mycket envisa, men likväl godlynta.